# محمد سعيد العرفي
محمد سعيد أحمد العرفي (1896 ـ 1956)، مفتي دير الزور وممثلها في المجلس النيابي السوري. وهو من السادة المشاهدة الهاشميه فخذ البوحاني.

## حياته
ولد الشيخ محمد سعيد العرفي في مدينة دير الزور في سورية عام 1896، ودرس في الابتدائية في المدرسة الرشدية بدير الزور،
وأجازه مفتي محافظة الفرات العلامة الشيخ حسين الأزهري والشيخ محمد السحيمي الشرقاوي شيخ الشافعية بمصر، والشيخ محمد النجدي من هيئة كبار العلماء بالأزهر. انتخب عام 1924 عضواً في المجمع العلمي العربي بدمشق، تعلم اللغة التركية والفارسية والهندية مع بعض المعرفة باللغتين الإنكليزية والفرنسية.

## نشاطه السياسي
ساهم الشيخ محمد سعيد العرفي في تأسيس الحركة الوطنية المناهضة للاستعمار الفرنسي مع عدد من وجهاء محافظة دير الزور أمثال محمد بك العياش والعلامة ثابت عزاوي، ونتيجةً لمواقفه الوطنية نفاه الاستعمار الفرنسي عام 1922 إلى أنطاكية ثم مصر وفي عام 1931 عاد إلى مدينة دير الزور.
كان الشيخ محمد سعيد العرفي عضواً في مؤتمر الوحدة العربيّة المنعقد بمكة عام 1922، وانتخب نائباً عن مدينة دير الزور في المجلس النيابي السوّري عام 1936، وعضواً في مؤتمر بلودان المنعقد عام 1937 لبحث القضية الفلسطينية، وعين مفتياً لمحافظة دير الزور عام 1939، وعضواً في المؤتمر البرلماني العالمي المنعقد في القاهرة عام 1938.

## مؤلفاته
خلّف العرفي بعض المؤلفات منها:
1. سر انحلال الأمّة العربيّة ووَهن المسلمين.
2. بماذا يتقدم المسلمون؟ ويليها موجز الأخلاق المحمدية (محاضرة).
3. اللغة العربية رابطة الشعوب الإسلاميّة (محاضرة).
4. موجز الأخلاق المحمديّة (محاضرة).
5. مباديء الفقه الإسلامي (العبادات).
6. موجز سيرة خالد بن الوليد.
7. أدولف هتلر والعرب المسلمون.

## وفاته
توفي الشيخ محمد سعيد العرفي في مدينة دير الزور عام 1956 ودفن فيها.

## انظر ايضاً
- دير الزور
- الجامع الحميدي
- حسين الأزهري